# Linyou
Der Kreis Linyou (麟游县,  Línyóu Xiàn) gehört zum Verwaltungsgebiet der bezirksfreien Stadt Baoji im Westen der chinesischen Provinz Shaanxi. Die Fläche beträgt 1.708 Quadratkilometer und die Einwohnerzahl 73.297 (Stand: Zensus 2020). 1999 zählte Linyou 87.283 Einwohner.
Die Stätten des Renshou-Palastes der Sui-Dynastie und des Jiucheng-Palastes der Tang-Dynastie (Sui Renshou gong Tang Jiucheng gong yizhi 隋仁寿宫唐九成宫遗址) und der Cishan-Höhlentempel (Cishansi shiku 慈善寺石窟) stehen auf der Liste der Denkmäler der Volksrepublik China.